# Kodama Kibō
Kodama Kibō (japanisch 児玉 希望; geboren 5. Juli 1898 im Landkreis Takada (Präfektur Hiroshima); gestorben 2. Mai 1971 in Tokio) war ein japanischer Maler der Nihonga-Richtung.

## Leben und Werk
Kodama Kibō ging schon in jungen Jahren nach Tokio und studierte Malerei unter Kawai Gyokudō. 1921 konnte er zum ersten Mal auf der 3. „Teiten“-Ausstellung ein Bild: „Natsu no yama“ (夏の山) – „Berge im Sommer“. Danach stellte er auch weiter regelmäßig auf der „Teiten“ aus. 1928, auf der 9. „Teiten“, erhielt sein Bild „Moriaki“ (盛秋) – „Mitten im Herbst“ eine Auszeichnung. Eine weitere Auszeichnung erhielt er auf der 11. Ausstellung für „Boshun“ (暮春) – etwa „Lebendiger Frühling“.
1931 war Kodama auf der Ausstellung japanische Malerei in Berlin zu sehen. Ab demselben Jahr konnte er juryfrei auf der „Teiten“ ausstellen, und im folgenden Jahr wurde er Juror. Er wirkte auch in den folgenden Ausstellungen als Juror und wurde zu einer zentralen Figur der staatlichen Ausstellungsreihe bis nach dem Pazifikkrieg.
1953 wurde Kodama mit dem Bild „Shitsunai“ (室内) – „Im Zimmer“ mit dem Preis der Japanischen Akademie der Künste ausgezeichnet. 1959 wurde er Mitglied der Akademie. Während des Krieges war er Vorsitzender des „Vereins zur Steuerung der Kunst und des Kunstgewerbes“ (美術及工芸統制協会, Bijutsu-ji kōgei tōsei kyōkai). Nach dem Krieg war er Geschäftsführer der nun „Nitten“ genannten Ausstellungsreihe und war wesentlich an deren Erfolg beteiligt.
Vor dem Krieg brachte Kodama die Künstlergruppe „Boshinkai“ (戊申会) zusammen, betrieb Ausstellungen seine Kunstschule, der „Kodama gajuku“ (児玉画塾). Nach dem Krieg organisierte er zusammen mit Itō Shinsui, Yano Kyōson und anderen die „Jitsugetsu-sha“ (日月社), förderte Schriftsteller, die in Verbindung mit seiner Privatschule standen. 1957 hielt er sich etwa ein Jahr lang in Europa auf und fertigte in den verschiedenen Gegenden Zeichnungen an. Daraus entstanden nach seiner Rückkehr drei Bildrollen unter dem Titel „Landschaften in Frankreich – Berge, Meer, Flüsse“, ausgeführt als Tuschmalerei.
Kodama stiftete einen bedeutenden Teil seiner Werke dem Kunstmuseum Hiroshima.